# C/1652 Y1
C/1652 Y1 est une comète non périodique du Système solaire, visible à la fin de l'année 1652 et au début de 1653.
Elle est découverte par plusieurs astronomes le 18 décembre 1652 et est observée jusqu'aux premiers jours de janvier 1653. 
Parmi les astronomes qui l'ont observée, on trouve Cassini à Bologne, Boulliau à Paris, Gassendi à Digne et Hevelius à Dantzig. Selon ce dernier, la comète était aussi brillante que la Lune.  
Antoine Biet y fait référence dans sa chronique Voyage de la France équinoxiale en l'isle de Cayenne, entrepris par les François en l'année MDCLII .  

## Ecrits contemporains
- Michael Florent van Langren, Observation astronomique du comete commencé au mois de decembre, en l'an M.DC.LII, 1652 .